# Quinto Márcio Filipo (cônsul em 186 a.C.)
Quinto Márcio Filipo (n. 229 a.C.; em latim: Quintus Marcius Philippus) foi um político da gente Márcia da República Romana eleito cônsul por duas vezes, em 186 e 169 a.C., com Espúrio Postúmio Albino e Cneu Servílio Cepião respectivamente. Era neto de Quinto Márcio Filipo, cônsul em 281 a.C..

## Primeiros anos
Em 188 a.C., Filipo foi eleito pretor e assumiu o governo da Sicília.

## Primeiro consulado (186 a.C.)
Foi eleito cônsul pela primeira vez com Espúrio Postúmio Albino em 186 a.C.. Neste ano, o Senado, preocupado com a grande popularidade dos festivais de Baco, emitiu o "Senatus consultum de Bacchanalibus", que conferia aos dois cônsules eleitos a missão de desmantelar a seita, destruindo seus templos, confiscando seus bens e prendendo seus líderes, além de perseguir seus adeptos. No relato de Lívio, esta ação teria sido uma reação contra abomináveis crimes cometidos por membros do culto, que ameaçavam a República. É mais provável, porém, que a legislação fosse uma tentativa de Postúmio, que proferiu o discurso, e do Senado de impor os valores romanos tradicionais e sua autoridade coletiva sobre uma associação religiosa bem organizada e ilegal que começava a se revelar perigosamente popular, espalhada e potencialmente subversiva.
Logo depois, Filipo foi enviado para a Ligúria para combater contra os apuanos, que haviam se revoltado, mas eles conseguiram infligir uma dura derrota ao cônsul e suas legiões. Depois de os surpreenderem num desfiladeiro estreito, os apuanos atacaram e conseguiram assassinar pelo menos 4 000 legionários, tantos que o local passou a ser conhecido como "Saltus Marcius". O historiador Lorenzo Marcuccetti conseguiu identificar o local desta batalha, perto da comuna de Stazzema, que é vizinha de uma colina ainda hoje chamada de "colle Marcio".

## Período intermediário (185–170 a.C.)
Em 183 a.C., a pedido do Senado, Márcio Filipo foi enviado como embaixador ao Reino da Macedônia, do rei Filipe V, uma escolha que, provavelmente, se deve ao fato de que o pai de Filipe ter tido boas relações com ele no passado. Sua missão foi um sucesso parcial, pois ele conseguiu convencer Filipe V a retirar suas guarnições de apenas algumas das cidades costeiras da Trácia. No ano seguinte, ao quando voltou da Grécia, Márcio relatou ao Senado a situação na Macedônia e no Peloponeso, indicando que, segundo ele, Filipe, apesar de ter aceitado o pedido romano, tinha planos de expansão e agia sempre que possível contra os interesses de Roma.
Em 180 a.C., Márcio foi nomeado decênviro sagrado.
Até o final de 172 a.C. e início do ano seguinte, depois da morte de Filipe V e a ascensão ao trono macedônico de Perseu, Márcio foi novamente enviado à Grécia à frente de uma delegação composta por ele, Aulo Atílio Serrano e outros jovens romanos. Em Córcira, os embaixadores, com seus 2 000 soldados, se dividiram e partiram para os seus respectivos destinos. Márcio e Serrano visitaram Epiro, Etólia e Tessália, onde encontraram com os líderes dos diversos povos agradecendo-os pelo apoio fornecido a Roma durante as guerras contra Filipe (Segunda Guerra Macedônica) e Antíoco III (Guerra romano-síria). Logo depois, os dois foram se encontrar com Perseu em algum local da Tessália, no baixo rio Peneu. Os romanos o acusaram de ter atacado repetidamente os aliados dos romanos na região, uma violação dos termos da paz. Perseu, porém, se defendeu afirmando que suas ações não passaram de respostas às agressões perpetradas por outros e todos concordaram que ele deveria enviar seus próprios emissários a Roma para defender sua posição no Senado. No final do encontro, firmou-se uma espécie de armistício, que era o que Roma queria, pois, ao contrário de Perseu, os romanos estavam ainda despreparados para uma guerra. Depois do final das conversações, a delegação romana foi até a Beócia, onde se encontrou com os representantes de algumas cidades da Liga Beócia, entre elas Queroneia e Tebas. Márcio e Atílio convenceram os delegados das principais cidades gregas a denunciarem a aliança com Perseu, uma resultado que, na prática, acabou com a Liga Beócia. Depois de terem completado todos os seus objetivos na Grécia, os dois retornaram a Roma no início do inverno.

## Segundo consulado (169 a.C.)
Em 169 a.C., Filipo foi eleito cônsul novamente, desta vez com Cneu Servílio Cepião. Enquanto seu colega ficou em Roma, Márcio foi novamente enviado à Macedônia, onde estava em curso a guerra contra Perseu, para substituir o cônsul Aulo Hostílio Mancino no comando das forças romanas. No início da primavera, Filipo chegou em Brundísio com uma força de 5 000 reforços e, com seu primo Caio Márcio Fígulo, que era o prefeito da frota, zarpou para a Grécia. No dia seguinte, chegaram a Corcira e, no dia seguinte, em Áccio, na região da Acarnânia. Filipo desembarcou em Ambrácia e seguiu por terra até a Tessália para se encontrar com Mancino, que estava acampado perto de "Palaepharsalus". Depois de entregar o comando das tropas, Hostílio decidiu abandonar a Tessália e Márcio decidiu atacar a própria Macedônia. Iniciou então uma marcha para o norte chegando, depois de cerca de dez dias, na região montanhosa da Perrébia, na fronteira da Macedônia coma Tessália, ocupando as cidades de Azoro e Dolique. Dali, decidiu seguir até as cidades na costa do mar Egeu, passando pela zona montanhosa do monte Olimpo. Depois de alguns dias escalando por um terreno acidentado, os soldados chegaram ao passo de Lapato, onde estavam 12 000 soldados macedônios comandados pelo general Hípias, enviado por Perseu para defender seu território. Os romanos atacaram por dois dias, mas o passo era muito estreito, favorecendo a defesa. Márcio, considerando que já havia perdido muito tempo tentando a passagem por ali e sabendo que suas reservas não durariam muito mais, decidiu tentar passar por uma outra estrada e, depois de quatro dias de uma difícil travessia, chegou à costa de Heracleu e Libetra.

## Anos finais
Em 164 a.C., já com 65 anos de idade, foi eleito censor com Lúcio Emílio Paulo. Durante seu mandato, mandou instalar em Roma um novo relógio de sol.